# 港区立郷土歴史館
港区立郷土歴史館（みなとくりつきょうどれきしかん）は、東京都港区白金台にある郷土史博物館である。
1938年（昭和13年）に竣工した旧国立公衆衛生院の建物を港区が国から取得し、耐震補強やバリアフリー化等の改修工事を行い複合施設「ゆかしの杜」として再生した。本館はその中の施設の一つとして2018年（平成30年）11月1日に開館した。それまで港区立三田図書館4階にあった港区立郷土資料館の所蔵品を引き継いだ。

## 概要
建物の設計は、東京大学建築学科の教授で、東京大学安田講堂を手掛けたことで知られる内田祥三の手になるもの。全体はゴシック様式、スクラッチタイルや連続アーチが特徴的なデザインで、「内田ゴシック」と呼ばれた。講堂や教室・研究室など当時の雰囲気がそのままに保存されている。隣接する東京大学医科学研究所と対になって建てられたものである。
常設展示は、港区と海にまつわる資料を集めた「海とひとのダイナミズム」、江戸時代の港区の様子を紹介する「都市と文化のひろがり」、近現代の港区の歴史を学べる「ひとの移動とくらし」の三つのテーマで構成されている。

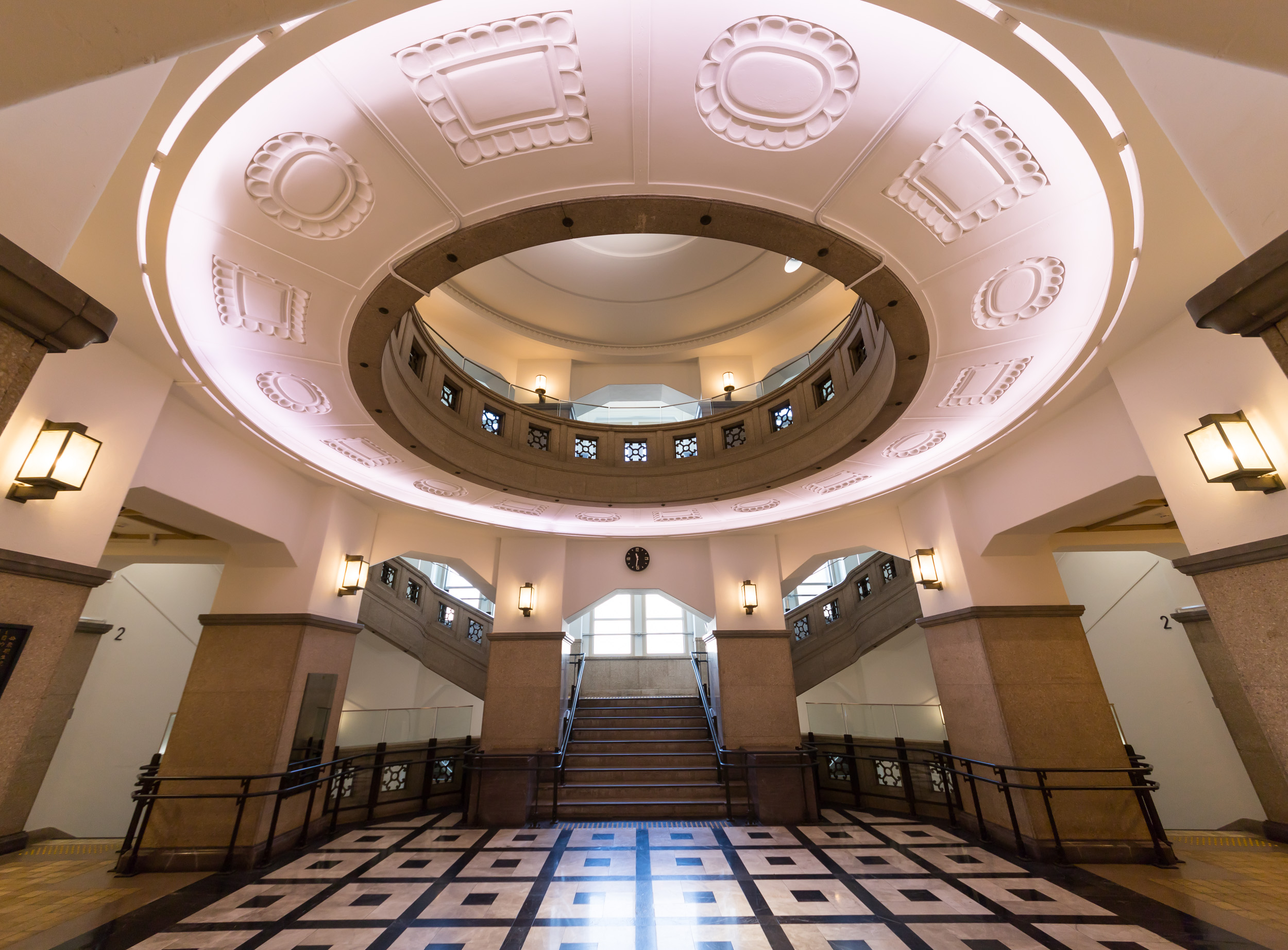
中央ホール
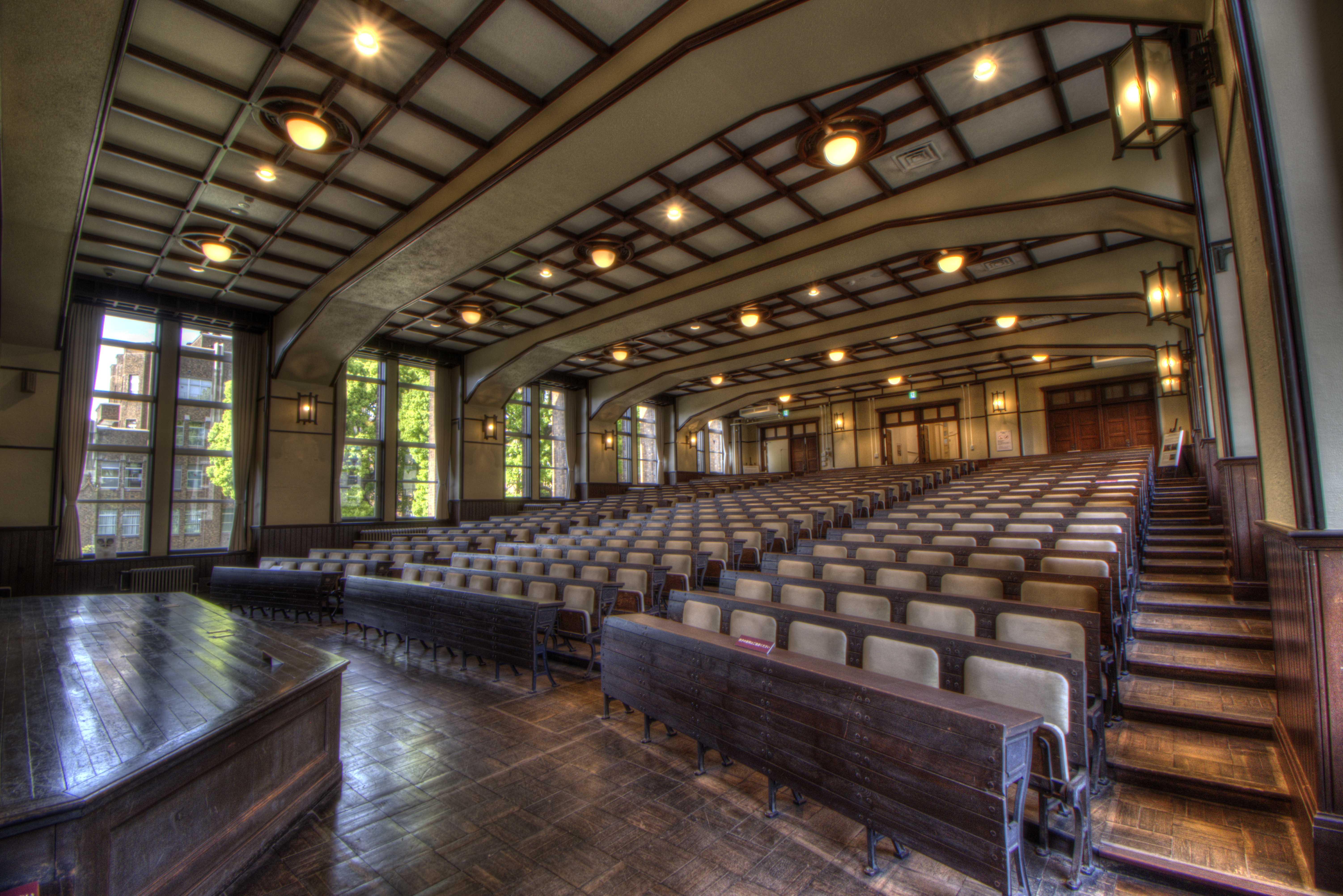
旧講堂

## 利用案内
- 開館時間：午前9時 - 午後5時（土曜日のみ午後8時まで）
  - 有料展示室の入室受付は閉館の30分前まで。
- 休館日：第3木曜日、年末年始（12月29日 - 1月3日）、特別整理期間
- 観覧料：常設展示は大人300円、小・中・高校生100円[2]。旧講堂など、有料展示室以外の内部の見学は無料。
  - 港区民のための無料公開日がある。2月11日、5月5日、8月11日、11月3日。（区民であることを証明できるものを持参のこと。）
- モデル撮影（人物を中心とした撮影／ポートレート撮影）と常設展示室での撮影は禁止[3][4]。

## 所在地
東京都港区白金台四丁目6番2号 郷土歴史館等複合施設「ゆかしの杜」内

## 交通アクセス
- 東京メトロ南北線・都営地下鉄三田線 白金台駅 2番出口から徒歩1分
- 都営バス・東急バス「白金台駅前」停留所から徒歩1分

## 近在の施設
- 東京大学医科学研究所
- 東京都庭園美術館
- 八芳園
- 国立科学博物館付属自然教育園